# Somatogyrus nanus
Somatogyrus nanus é uma espécie de gastrópode  da família Hydrobiidae.
É endémica dos Estados Unidos da América.
Os seus habitats naturais são: rios.